# チベット・レビュー
チベット・レビューは、デリー、インドに拠点を置く英語で発行されるチベットの月刊誌およびニュースウェブサイト。1967年4月にダージリン、西ベンガルでロディ・ギャリによって創刊された。チベット問題やその他関連する政府・社会問題の議論において、開かれた活発な民主的フォーラムとして広く知られている。

## 歴史
チベット・レビューはチベット人によって英語で発行されるチベットのジャーナルである。1967年にロディ・ギャリによって『ザ・ボイス・オブ・チベット』の名前で創刊された。 1968年、編集長のテンジン・ンガワン・タクラが名前を「チベットレビュー」に改め、1968年1月号から公式名称となった。
1971年、財政難により『チベット・レビュー』は亡命チベット政府に支援を要請。亡命中の中央チベット行政は情報局という新しい部門を設立し、『チベット・レビュー』とチベット語のジャーナル『シェジャ』がインド、ヒマーチャル・プラデーシュ州のダラムシャラの同一施設内に統合した。1972年にテンジン・ナムギャル・テトンが新編集長に就任し、エグゼクティブ・エディターのタムディン・D・ギャルポと共に責任者となった。テトンは1972年6月までジャーナルを編集した。
ダワ・ノルブは1972年6月に『チベットレビュー』の責任者となった。
ツェリン・ワンギャルは1976年10月にダワ・ノルブから編集長を引き継いだ。ワンギャルがアルフレッド・フレンドリー財団のフェローシップで米国にインターンシップに行った短期間、1986年5月から12月までラサン・ツェリンが代理編集長を務めた。
ペマ・ティンレーは1996年から現在まで『チベット・レビュー』の編集長を務めている。
長年にわたり、編集の独立性ゆえに亡命チベット政府の政策と一致しなくなり、特に亡命チベット議会から批判の対象となった。
1999年4月、『チベットレビュー』はチベットレビュー信託協会を設立し、政府からの資金援助を受けない機関に戻った。

## 月刊誌
『チベット・レビュー』はインド・デリーで発行される月刊誌。チベットおよび亡命チベットコミュニティに関するニュースや特集を取り扱い、中国や中印関係にも焦点を当てている。1967年にダージリンでロディ・ギャリによって創刊された。

## オンライン出版
『チベット・レビュー』のオンライン版は、重要なチベット関連問題について定期的にウェブサイトで更新情報を提供している。

## 編集者一覧
- ロディ・ギャリ（英語版）（1967年4月 - 1967年12月）
- テンジン・ンガワン・タクラ（1967年12月 - 1971年12月）
- テンジン・ナムギャル・テトン（英語版）（1972年1月 - 1972年5月）
- ダワ・T・ノルブ（1972年6月 - 1976年9月）
- ツェリン・ワンギャル（英語版）（1976年10月 - 1996年8月）
- ラサン・ツェリン（英語版）（代理編集長、1986年5月 - 1986年12月）
- ペマ・ティンレー（1996年8月 - 現在）